# Postgeschichte und Briefmarken Mandschukuos

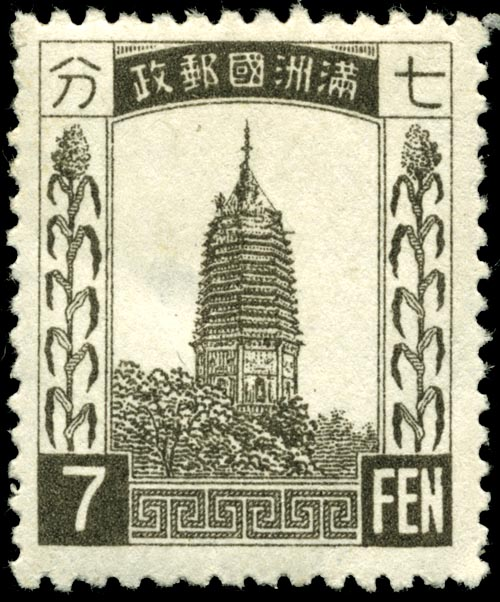
Mandschukuo-Briefmarke mit Pagode in Liaoyang, 1932

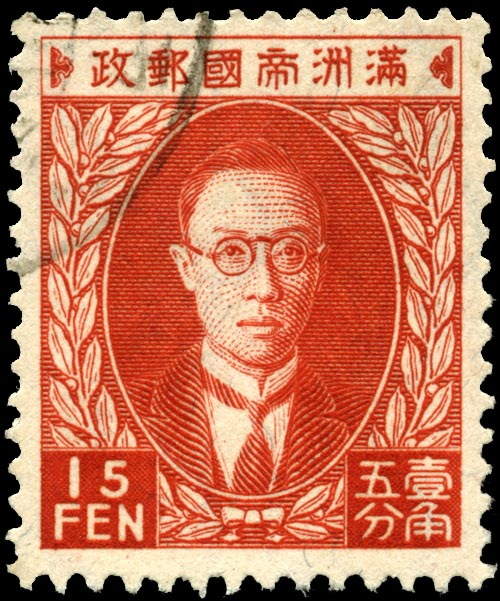
Mandschukuo-Briefmarke mit Porträt von Puyi, Kaiser Mandschukuos, 1935

Die Postgeschichte und Briefmarken Mandschukuos wird in diesem Artikel zusammengefasst. Mandschukuo (chinesisch 滿洲國 / 满洲国, Pinyin Mǎnzhōuguó, W.-G. Man-chou-kuo) wird als Marionettenstaat Japans angesehen, der von 1932 bis 1946 existierte.

## Geschichte Mandschukuos
Mandschukuo war eine konstitutionelle Monarchie in der Mandschurei und im Osten der Inneren Mongolei. Die Region war die historische Heimat der Mandschus, die die Qing-Dynastie Chinas gründeten. 1931 wurde sie nach dem Mukden-Zwischenfall vom Japanischen Kaiserreich annektiert, welches 1932 eine Marionettenregierung gründete. Am 8. August 1945 begann die sowjetische Invasion der Mandschurei, in deren Verlauf Mandschukuo besetzt und 1946 gemäß den alliierten Kriegszielen aus der Kairoer Erklärung an die Republik China zurückgegeben wurde.

## Postdienst
Traditionell wurde das Postgeschäft in den drei ostchinesischen Provinzen von der chinesischen Postverwaltung abgewickelt. Diese chinesische Postverwaltung war der Nachfolger der Taisei-Postverwaltung. Tatsächlich wurden in der Xinhai-Revolution sowohl die Qing-Dynastie als auch die revolutionäre Fraktion für „vorübergehend neutral“ erklärt, und die Einheit des Postdiensts blieb fast erhalten, auch während der Spaltung Chinas aufgrund des internen Konflikts zwischen Kriegsherren in den 1920er Jahren. Selbst während des folgenden Zweiten Japanisch-Chinesischen Krieges behielt die chinesische Postverwaltung die Postzustellung mit den besetzten Gebieten Japans bei, mit Ausnahme der Basis der Kommunistischen Partei Chinas.
Die Mandschurei sollte am 1. August 1932 chinesische Posteinrichtungen und Personal anfordern. Das Verkehrsministerium der Republik China erklärte jedoch am 23. Juli, dass der chinesische Postdienst in den drei östlichen Provinzen vollständig geschlossen werde. Infolgedessen waren die meisten chinesischen Postbeamten in der Region bis zum 25. Juli geflohen. In dieser Situation forderte die mandschurische Regierung am 26. Tag Ausrüstung und Personal an und startete am selben Tag den Postdienst unter dem Namen „Mandschurischer Postdienst“. Da der größte Teil des Personals verloren gegangen war, wurde die anfängliche Arbeit behindert, aber aufgrund der großen Anzahl arbeitsloser Bewerber wurde schnell Nachschub gefunden.

## Briefmarken

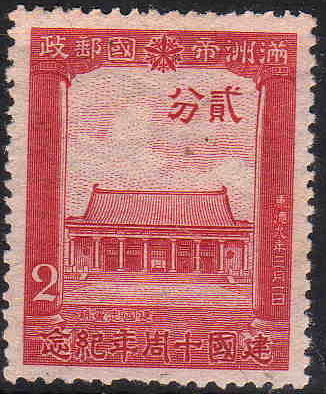
Gedenkmarke zum 10-jährigen Jubiläum Mandschukuos

Mandschukuo gab am 26. Juli 1932 seine ersten Briefmarken heraus mit zwei verschiedenen Designs: Das erste zeigte die Wanbu-Huayanjing-Pagode (oder „Weiße Pagode“) in Liaoyang und das zweite ein Porträt des Kaisers Puyi. Die beiden Serien enthielten verschiedene Wertstufen in Fen und Yuan. Ursprünglich lautete die Inschrift der Briefmarken (auf Chinesisch) „Postverwaltung des Staats Mandschukuo“. 1934 wurde dies in einer neuen Ausgabe zu „Postverwaltung des Kaiserreichs Mandschukuo“ geändert.
Ein Design mit Orchideenwappen erschien 1935 und ein weiteres mit einer Darstellung der „Heiligen Weißen Berge“.
1936 gab es auch eine neue Dauermarkenserie mit verschiedenen Motiven, die mit dem Orchideenwappen übertitelt wurde. Zwischen 1937 und 1945 gab die Regierung eine Reihe von Gedenkmarken heraus: Zum Jubiläum Mandschukuos, zur Verabschiedung neuer Gesetze und zu Ehren Japans – beispielsweise zum 2600. Jahrestag des japanischen Kaiserreiches im Jahr 1940. Die letzte Ausgabe von Mandschukuo erschien am 2. Mai 1945 zum 10. Jahrestag eines Gesetzeserlasses.
Nach der Auflösung der Regierung stempelten die Nachfolgepostbehörden vor Ort viele der verbliebenen Briefmarkenbestände per Hand mit „Republik China“ auf Chinesisch und Ähnlichem. Darüber hinaus gab nach Kriegsende die Postverwaltung im Bezirk Lüshunkou der Stadt Dairen zwischen 1946 und 1949 zahlreiche Mandschukuo-Briefmarken heraus.

## Galerie

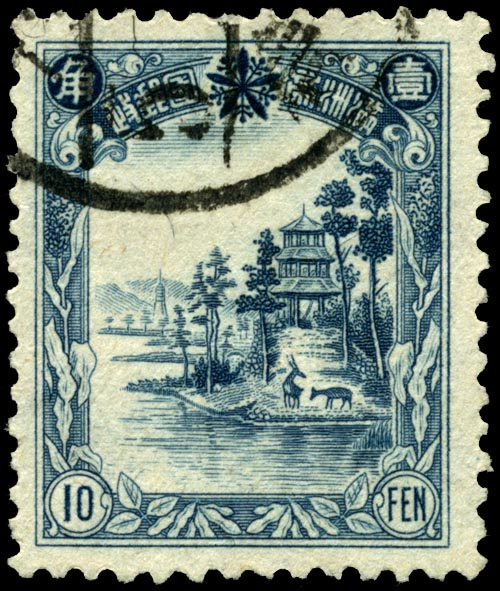
Mandschukuo-Briefmarke, 1936
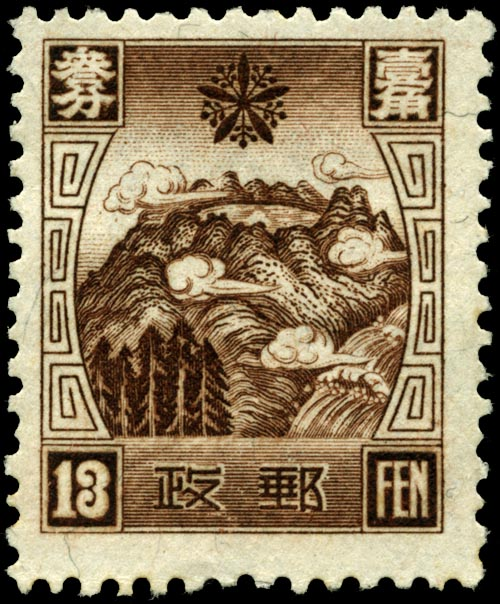
Briefmarke ohne Landesname, jedoch mit kaiserlichem Siegel
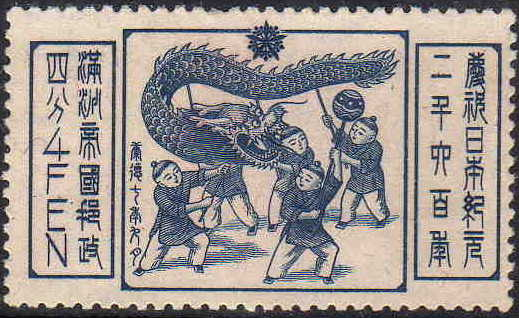
Gedenkmarke zum 2600. Jubiläum des Kaiserreichs Japan, 1940

### Wikipediaschwesterprojekte, -portale und -artikel
- Postgeschichte und Briefmarken Japans
- Postgeschichte und Briefmarken von China